# 那不勒斯 (愛達荷州)
那不勒斯（英語：Naples）是位於美國愛達荷州邦德里縣的一個非建制地區。

## 地理
那不勒斯的座標為48°34′19″N 116°23′41″W / 48.57194°N 116.39472°W，而該地的平均海拔高度為621米（即2037英尺）。